# Ömer Toprak
Ömer Toprak (født 21. juli 1989) er en tyrkisk fodboldspiller, der spiller som midterforsvar for Werder Bremen og Tyrkiets fodboldlandshold.

## Karriere
Han skrev under på sin første professionelle kontrakt i 2008. I hans første sæson som professionel spillede han 26 ligakampe og scorede fire mål for SC Freiburg, og var således med til at Freiburg vandt 2. Bundesliga i sæsonen 2008-09.
Han skiftede til Bayer Leverkusen i 2011.